# 백겸 (가수)
백겸(1996년 4월 16일 ~ )은 대한민국의 가수이다.

## 주요 이력
2001년 CF 광고 모델 첫 데뷔 후 2014년 댄스 팝 음악 그룹 "지피지기(ZPZG)"의 보컬리스트로 가수 데뷔하였으며 지피지기 탈퇴 후 2016년 "지온(Z:ON)"의 보컬리스트 활약하였다.

## 출연작

### TV 드라마
- 2002년 KBS 《동물원 사람들》
- 2002년 MBC 《베스트 극장》
- 2002년 SBS 《오픈 드라마 남과 여》
- 2002년 EBS 《TV로 보는 원작동화》
- 2002년 KBS 《드라마 시티》
- 2006년 KBS 《고향역》

## 디스코그래피

### 음반
- 2014년 《ZPZG 싱글 음반 - 미치겠다》
- 2015년 《ZPZG 싱글 음반 - AOAO》
- 2016년 《Z:ON 싱글 음반 - 어색한 사이》